# Gwenhaël de Gouvello
Gwenhaël de Gouvello, né le 1er décembre 1964 à Cannes, est un acteur, professeur de théâtre et metteur en scène français. Il est le fondateur de La Compagnie du Catogan.

## Biographie
Lancé dans l’aventure théâtrale depuis sa jeunesse en terre bretonne, Gwenhaël de Gouvello est passé par plusieurs étapes. Tout d'abord, il fait son apprentissage au Conservatoire National Supérieur d'Art Dramatique de Rennes avec pour professeurs Robert Angebaud, Guy Parigot, Pierre Debauche, Madeleine Marion, …
Il fait ensuite l'expérience du jeu de l'acteur et de la vie de troupe au Théâtre National de Bretagne pendant quatre ans.
En 1991 il crée sa propre compagnie au sein de laquelle il met en scène une dizaine de spectacles dont Hes tes it Kantor, Tailleurs pour dames de Georges Feydeau, Fracasse de Théophile Gautier, Mordius de Gwenhaël de Gouvello, …
En 1999, il met l’association en sommeil et participe aux créations de François Kergourlay au Théâtre Firmin Gémier d’Antony.
De 2003 à 2005, il incarne Gerry dans Danser à Lughnasa de Brian Friel puis Don Carlos dans Don Juan avec le Théâtre du Frêne de Guy Freixe.
En 2006, il reprend les rênes de sa compagnie et met en scène Edgard et sa bonne d’Eugène Labiche et Léonie est en avance de Georges Feydeau.
En 2008, il obtient un franc succès avec son Timide au Palais de Tirso de Molina au Théâtre 13 puis Mr Mockinpott de Peter Weiss tous deux présentés au festival d'Avignon en 2010.
Aujourd’hui, la plupart de ses spectacles ont été présentés dans des lieux prestigieux comme le Théâtre d'Évreux Scène Nationale, le Théâtre National de Bretagne, le Théâtre Firmin Gémier d'Antony Scène Conventionnée, le Théâtre Montansier de Versailles, L'espace Louis Jouvet de Rethel Scène Conventionnée des Ardennes, les Trois Pierrots à Saint-Cloud, les festivals d’Anjou, des Nuits de la Mayenne, du Château de Bonaguil, de Sarlat ou d'Avignon…
Il obtient une mention spéciale pour la mise en scène de Comment Mr Mockinpott fut libéré de ses tourments de Peter Weiss par le club de la presse du festival Off Avignon 2010.
Les années 2011-2012 seront celles de « La nuit européenne des musées » avec un parcours artistique à travers la maison de Chateaubriand à Chatenay-Malabry et de Zadig de Voltaire création au Théâtre 13 (6 semaines de succès) et 42 dates en tournées soit environ 25000 spectateurs. En 2013 création d’Antigone de Sophocle au Mois Molière et au Théâtre Alexandre Dumas de Saint-Germain-en-Laye.
En 2014, il est en résidence de création à Versailles, où il monte  deux spectacles : Love de Murray Schisgal, puis un diptyque Ariane à Naxos et Médée mélodrame de Juri Benda (un opéra baroque avec 8 comédiens et 31 musiciens).
Il est nommé directeur artistique de la « Fête à Voltaire » en 2015 et monte avec succès Ondine de Jean Giraudoux.
2016-2017 : création de Matilda d’après Roald Dahl.
En 2018, il met en scène Les Fourberies de Scapin de Molière… Il est le fondateur du festival « Les Parenthèses de Pornic ».
Professeur d'art dramatique au Théâtre d'Evreux scène nationale, au Théâtre Firmin Gémier/la piscine à Chatenay Malabry, Chargé de formation, par le Ministère de l'éducation, à la Mission de l'éducation artistique et Culturelle (sous-commission théâtre.)
De 2000 à 2002, professeur d’Art Dramatique au Cours Florent
2013 : Membre du jury au concours d'entrée au Conservatoire National de Région de Versailles, membre du jury au concours des jeunes metteur en scène du Théâtre 13.

## Théâtre

### Comédien
- " Les Fourberies de Scapin" de Molière mise en scène de Gwenhaël de Gouvello
- "Matilda" d'après Roald Dahl mise en scène de Gwenhaël de Gouvello
- Ondine de Jean Giraudoux mise en scène de Gwenhaël de Gouvello
- Love de Murray Schisgal mise en scène de Gwenhaël de Gouvello
- Ariane et Médée de Juri Benda mise en scène de l’opéra Baroque Gwenhaël de Gouvello
- Antigone de Sophocle mise en scène et adaptation de Gwenhaël de Gouvello
- Zadig de Voltaire mise en scène et adaptation de Gwenhaël de Gouvello
- Comment Mr Mockinpott fut libéré de ses tourments de Peter Weiss mise en scène de Gwenhaël de Gouvello
- Edgard et sa bonne et Léonie est en avance d'E.Labiche et G.Feydeau mise en scène de Gwenhaël de Gouvello
- Gerry : Danser à Lughnasa, de Brian Friel, mise en scène Guy Freixe
- Don Carlos : Don Juan, de Tirso de Molina, mise en scène Guy Freixe Le tour du monde en 80 jours de Pavel Kohout mise en scène de François Kergourlay
- Le Fil à la Patte de  Georges Feydeau mise en scène Denis Berner  Tailleurs pour dames de Georges Feydeau mise en scène de Gwenhaël de Gouvello
- Le Capitaine Fracasse de Théophile Gautier mise en scène de Gwenhaël de Gouvello
- Mordius de Gwenhaël de Gouvello  La Fabuleuse Invention de Doc Chronolock de Gwenhaël de Gouvello pour le Futuroscope
- Monsieur Chasse de Georges Feydeau mise en scène Robert Angebaud
- Le Timide au Palais de Tirso de Molina mise en scène Robert Angebaud  Le Secret de la grande horloge d'Olivier Bourbeillon  Antigone de Sophocle mise en scène de Pierre Débauche

### Mise en Scène
- Tailleurs pour dames de Georges Feydeau  Le Capitaine Fracasse de Théophile Gautier   Mordius de Gwenhaël de Gouvello  La Fabuleuse Invention de Doc Chronolock de Gwenhaël de Gouvello pour le Futuroscope  La très mérifique épopée Rabelais de françois Bourgeat et Marcel Maréchal  La maison Tellier de Guy de Maupassant  Certains l'aiment chaud de Billy Wilder  Arlequin deux poids deux mesures de Rémy Schatz  la station Chambaudet d'Eugéne Labiche   Chantecler d'Edmond Rostand  Turbulence et petit détail de Denise Bonal  Barouf à Chioggia de Goldoni
- 2006-2007 Edgard et sa bonne et Léonie est en avance d'E.Labiche et G.Feydeau
- 2008 : Le Timide au palais de Tirso de Molina, Théâtre 13, Théâtre Firmin Gémier Antony, Théâtre Montansier
- 2010 : Comment monsieur Mockinpott fut libéré de ses tourments de Peter Weiss, Théâtre la Luna
- 2011 : Zadig de Voltaire Théatre 13
- 2011 Piazolla Tando Urbano de Astor Piazzolla, Horacio Ferrer et Eladia Blazquez
- 2012 Antigone de Sophocle
- 2014 Love de Murray Schisgal
- 2014 Ariane et Médée de Juri Benda
- 2014-2016 Ondine de Jean Giraudoux
- 2015 Direction de "La fête à Voltaire"
- 2017 création de Matilda de Roald Dahl
- 2018 les Fourberies de scapin de Molière
- 2019 "les contes de Guingois" . G.de Gouvello

Et "le tour du monde en 80 jours", Jules Verne
- 2020 "une demande en mariage" Tchekhov

## Filmographie

### Cinéma
Quand maman sera partie de Christophe Monier
Soleil de Roger Hanin
Merci la vie de Bertrand Blier
Dingo Dog de Rolf de Heer
Chouans de Philippe de Broca

### Télévision
Julie Lescaut, épisode 6 saison 6, Question de confiance d'Alain Wermus : garçon de café
Grand Manège Claude Chabrol Olivier Bourbeillon
Joséphine ange gardien de patrick Malakian
Joséphine ange gardien de David Delrieux
Le grand patron de Claudio Donnati
Fibre Mortelle de Jaques Malataire
La famille formidable de Joël Santoni
Julie Lescaut d'Alain Wermus
Highlander d'Adrian Paul
Navarro de Patrick Jamin
Le gang des Tractions de Josée Dayan

## Professeur d'art dramatique
Au Théâtre d'Evreux scène nationale, Au Théâtre Firmin Gémier/la piscine à Chatenay Malabry, Chargé de formation, par le Ministère de l'éducation, à la Mission de l'éducation artistique et Culturelle (sous-commission théâtre.)
Membre du jury au concours des jeunes metteur en scène du Théâtre 13
Membre de l'ANRAT